# Bagby (Califórnia)
Bagby é uma comunidade não-incorporada da Califórnia, localizada no Condado de Mariposa. Tem esse nome em homenagem à Benjamin A. Bagby.